# Colobostema nigripenne
Colobostema nigripenne är en tvåvingeart som först beskrevs av Johann Wilhelm Meigen 1830.  Colobostema nigripenne ingår i släktet Colobostema och familjen dyngmyggor. Inga underarter finns listade i Catalogue of Life.